# بليزانت هوب (ميزوري)
بليزانت هوب (بالإنجليزية: Pleasant Hope city, Missouri)‏ هي مدينة تقع بولاية ميزوري في الولايات المتحدة. تبلغ مساحتها 4.06 كم2، وترتفع عن سطح البحر 339 م، بلغ عدد سكانها 614 نسمة في عام 2010 حسب إحصاء مكتب تعداد الولايات المتحدة وتصل الكثافة السكانية فيها 151.2 نسمة لكل كيلومتر مربع (391.6/ميل2).

## التركيبة السكانية
حدّد مكتب تعداد الولايات المتحدة بيانات التركيبة السكانية لبليزانت هوب في تعداد الولايات المتحدة. في ما يلي، التركيبة السكانية حسب تعدادي 2000 و2010.

### تعداد عام 2000
بلغ عدد سكان بليزانت هوب 548 نسمة بحسب تعداد عام 2000، وبلغ عدد الأسر 209 أسرة وعدد العائلات 143 عائلة مقيمة في المدينة. في حين سجلت الكثافة السكانية 135 نسمة لكل كيلومتر مربع (349.6/ميل2). وبلغ عدد الوحدات السكنية 229 وحدة بمتوسط كثافة قدره 56.4 لكل كيلومتر مربع (146.1/ميل2).
وتوزع التركيب العرقي للمدينة بنسبة 97.26% من البيض و0.55% من الأمريكيين الأفارقة و0.73% من الأمريكيين الأصليين و1.46% من عرقين مختلطين أو أكثر و0.55% من الهسبانيون أو اللاتينيون من أي عرق.
بلغ عدد الأسر 209 أسرة كانت نسبة 43.1% منها لديها أطفال تحت سن الثامنة عشر تعيش معهم، وبلغت نسبة الأزواج القاطنين مع بعضهم البعض 51.7% من أصل المجموع الكلي للأسر، ونسبة 14.4% من الأسر كان لديها معيلات من الإناث دون وجود شريك، بينما كانت نسبة 2.4% من الأسر لديها معيلون من الذكور دون وجود شريكة وكانت نسبة 31.6% من غير العائلات. تألفت نسبة 28.2% من أصل جميع الأسر من عدة أفراد يعيشون في نفس المنزل ونسبة 16.7% كانت تتألف من شخص يعيش بمفرده يبلغ من العمر 65 عاماً أو أكثر. وبلغ متوسط حجم الأسرة المعيشية 2.62، أما متوسط حجم العائلات فبلغ 3.23.
بلغ العمر الوسطي للسكان 30.2 عاماً. وكانت نسبة 30.8% من القاطنين تحت سن الثامنة عشر، وكانت نسبة 11.1% بين الثامنة عشر والرابعة والعشرين عاماً، ونسبة 29.7% كانت واقعةً في الفئة العمرية ما بين الخامسة والعشرين والرابعة والأربعين عاماً، ونسبة 17.7% كانت ما بين الخامسة والأربعين والرابعة والستين، ونسبة 10.6% كانت ضمن فئة الخامسة والستين عاماً فما فوق. يوجد لكل 100 أنثى 84.5 ذكر، ويوجد لكل 100 أنثى في الثامنة عشر من عمرها فما فوق 80.5 ذكر.
بلغ متوسط دخل الأسرة في المدينة 31,250 دولارًا، أما متوسط دخل العائلة فبلغ 35,625 دولارًا. وكان متوسط دخل الذكور 27,500 دولارًا مقابل 16,842 دولارًا للإناث. وسجل دخل الفرد الخاص بالمدينة 12,657 دولارًا. وكانت نسبة 14.4% من العائلات ونسبة 16.7% من السكان تحت خط الفقر، وكان من هؤلاء نسبة 27.1% تحت سن الثامنة عشر ونسبة 23.3% في الخامسة والستين من العمر وما فوق.

### تعداد عام 2010
بلغ عدد سكان بليزانت هوب 614 نسمة بحسب تعداد عام 2010، وبلغ عدد الأسر 243 أسرة وعدد العائلات 162 عائلة مقيمة في المدينة. في حين سجلت الكثافة السكانية 151.2 نسمة لكل كيلومتر مربع (391.6/ميل2). وبلغ عدد الوحدات السكنية 275 وحدة بمتوسط كثافة قدره 67.7 لكل كيلومتر مربع (175.3/ميل2).
وتوزع التركيب العرقي للمدينة بنسبة 95.44% من البيض و0.81% من الأمريكيين الأصليين و0.33% من الأمريكيين ذوي الأصول الآسيوية و1.30% من الأعراق الأخرى و2.12% من عرقين مختلطين أو أكثر و3.42% من الهسبانيون أو اللاتينيون من أي عرق.
بلغ عدد الأسر 243 أسرة كانت نسبة 39.1% منها لديها أطفال تحت سن الثامنة عشر تعيش معهم، وبلغت نسبة الأزواج القاطنين مع بعضهم البعض 50.6% من أصل المجموع الكلي للأسر، ونسبة 12.3% من الأسر كان لديها معيلات من الإناث دون وجود شريك، بينما كانت نسبة 3.7% من الأسر لديها معيلون من الذكور دون وجود شريكة وكانت نسبة 33.3% من غير العائلات. تألفت نسبة 26.3% من أصل جميع الأسر من عدة أفراد يعيشون في نفس المنزل ونسبة 10.7% كانت تتألف من شخص يعيش بمفرده يبلغ من العمر 65 عاماً أو أكثر. وبلغ متوسط حجم الأسرة المعيشية 2.53، أما متوسط حجم العائلات فبلغ 3.04.
بلغ العمر الوسطي للسكان 33.5 عاماً. وكانت نسبة 27% من القاطنين تحت سن الثامنة عشر، وكانت نسبة 8.6% بين الثامنة عشر والرابعة والعشرين عاماً، ونسبة 30.6% كانت واقعةً في الفئة العمرية ما بين الخامسة والعشرين والرابعة والأربعين عاماً، ونسبة 24.1% كانت ما بين الخامسة والأربعين والرابعة والستين، ونسبة 9.6% كانت ضمن فئة الخامسة والستين عاماً فما فوق. وتوزع التركيب الجنسي للسكان بنسبة 48.7% ذكور و51.3% إناث.

## وصلات خارجية
- الموقع الرسمي